# Koffie Hag-albums
In het begin van de 20e eeuw begon de Kaffee Handelsgesellschaft AG (Kaffee HAG, Koffie Hag) in Bremen, Duitsland met het uitgeven van een serie plaatjesalbums met Duitse gemeentewapens.
De plaatjes en de bijbehorende albums waren het het resultaat van een initiatief van de Brückevereniging. Deze vereniging was een initiatief van keizer Wilhelm II en had tot doel het archiveren van al het gepubliceerde drukwerk in Duitsland. De vereniging ontwikkelde ook een serie standaardmaten voor drukwerk. Om hun activiteiten en de standaarden te promoten, werden bedrijven aangemoedigd de voorgeschreven formaten te gebruiken. Een van de bedrijven die hiermee instemde was Kaffee Hag. De plaatjes in de plaatjesalbums zijn dan ook gedrukt in Weltformat V (4 × 5,66 cm), wat ook op de achterkant van de oudste plaatjes is gedrukt. De albums zelf waren gedrukt in Weltformat IX (16 × 22,6 cm).
De Brückevereniging ging failliet in 1913 en werd afgeschaft in 1914, maar het formaat van de plaatjes bleef gelijk gedurende de gehele uitgiftetijd (1910-1960). Aangezien voor 1914 alleen Duitse en Zwitserse plaatjes zijn verschenen, bevatten alleen die plaatjes een verwijzing naar de Brückevereniging.

## De uitgaven

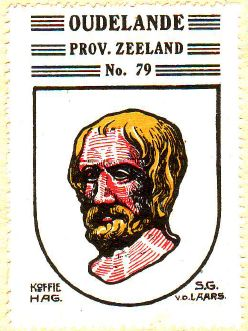
Voorbeeld Nederlands wapen van Oudelande

Min of meer gelijktijdig werd rond 1910 in Duitsland en Zwitserland begonnen met de uitgave van de albums. In beide landen was het opgezet als een serie, maar door de Eerste Wereldoorlog werden de series niet afgemaakt. In de jaren twintig werd begonnen met een nieuwe serie in beide landen, maar werden ook in andere landen albums uitgegeven. De volgende albums zijn uitgegeven:
- Duitsland oude serie: 6 albums, plus een serie plaatjes van Schlesien (Silezië), waar het album van ontbreekt
- Zwitserland oude serie: 4 albums
- Duitsland nieuwe serie: 10 albums, 11e album (Duits-Oostenrijk) gepland, maar niet uitgegeven
- Zwitserland nieuwe serie: 19 albums, maar door vele herdrukken zijn er meer dan 60 verschillende albums bekend
- Nederland: 2 albums, losbladig met diverse banden
- België: 6 albums, 3 Nederlandstalig, 3 Franstalig
- Polen: 1 album, 2e album gepland, niet uitgegeven
- Danzig: 1 album
- Noorwegen: 1 album, met een herdruk
- Zweden: 1 album
- Denemarken: 1 album
- Joegoslavië: 1 album
- Oostenrijk: 1 album, met gewone en luxe-uitgave
- Tsjechoslowakije: 1 album, met gewone en luxe-uitgave
- Engeland/Ierland: 1 album
- Frankrijk (als Café Sanka): 6 albums van de 42 geplande

Gepland waren ook albums voor Italië, Estland, Letland en Litouwen.
In totaal zijn er meer dan 120 verschillende varianten en subalbums uitgegeven in de periode 1910-1958. De plaatjes zijn in Zwitserland in ieder geval tot 1960 uitgegeven. Er zijn meer dan 12500 verschillende plaatjes gedrukt. Daarmee is het grootste heraldische werk van de 20e eeuw.
In alle landen kon gespaard worden voor de plaatjes, door middel van zegeltjes op de verpakkingen van de Hagkoffie, soms ook van andere bedrijven die met Koffie Hag samenwerkten, of door bonnen in advertenties in kranten. De zegels konden worden opgestuurd en per land waren er speciale formulieren waarop je kon aangeven welke zegels je wilde hebben. Ook bestonden er ruilformulieren in de verschillende landen.
De plaatjes werden gedrukt in vellen, per land was dat anders georganiseerd.

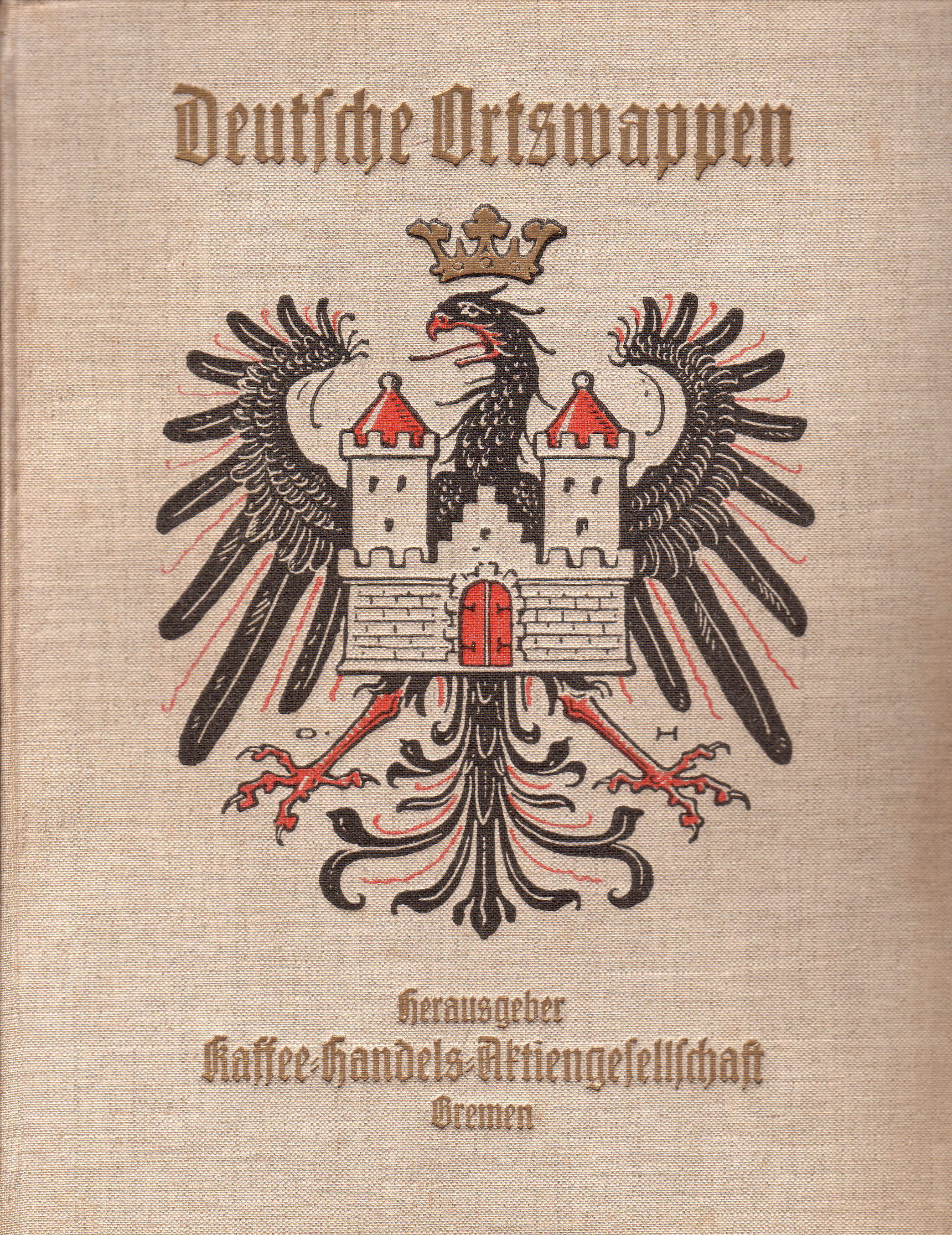
Titelpagina Duitse luxe album

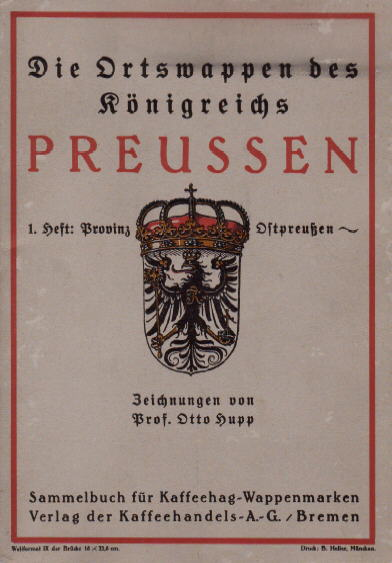
Titelpagina Duitse uitgave Oude serie deel 1

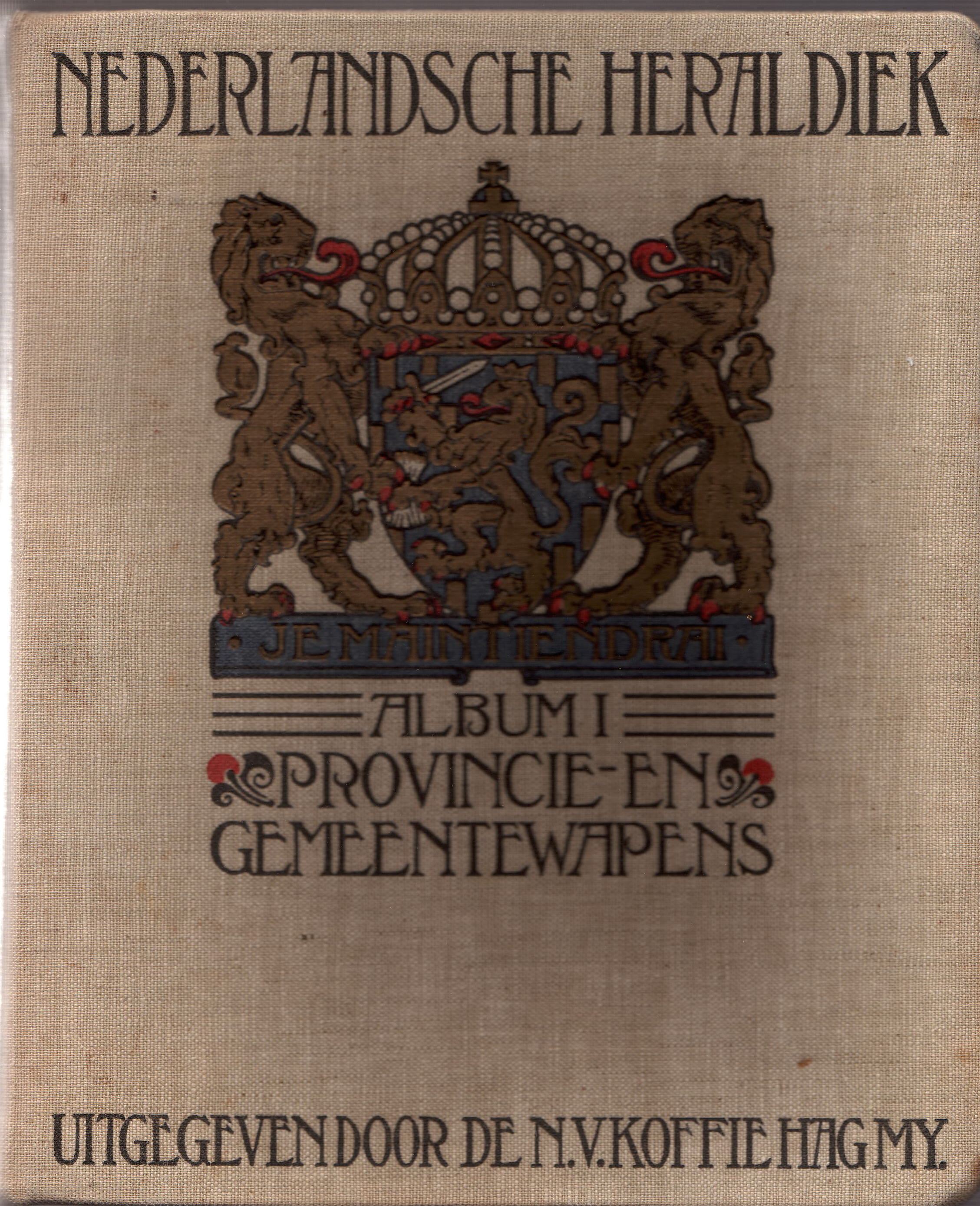
Titelpagina Nederlandse uitgave

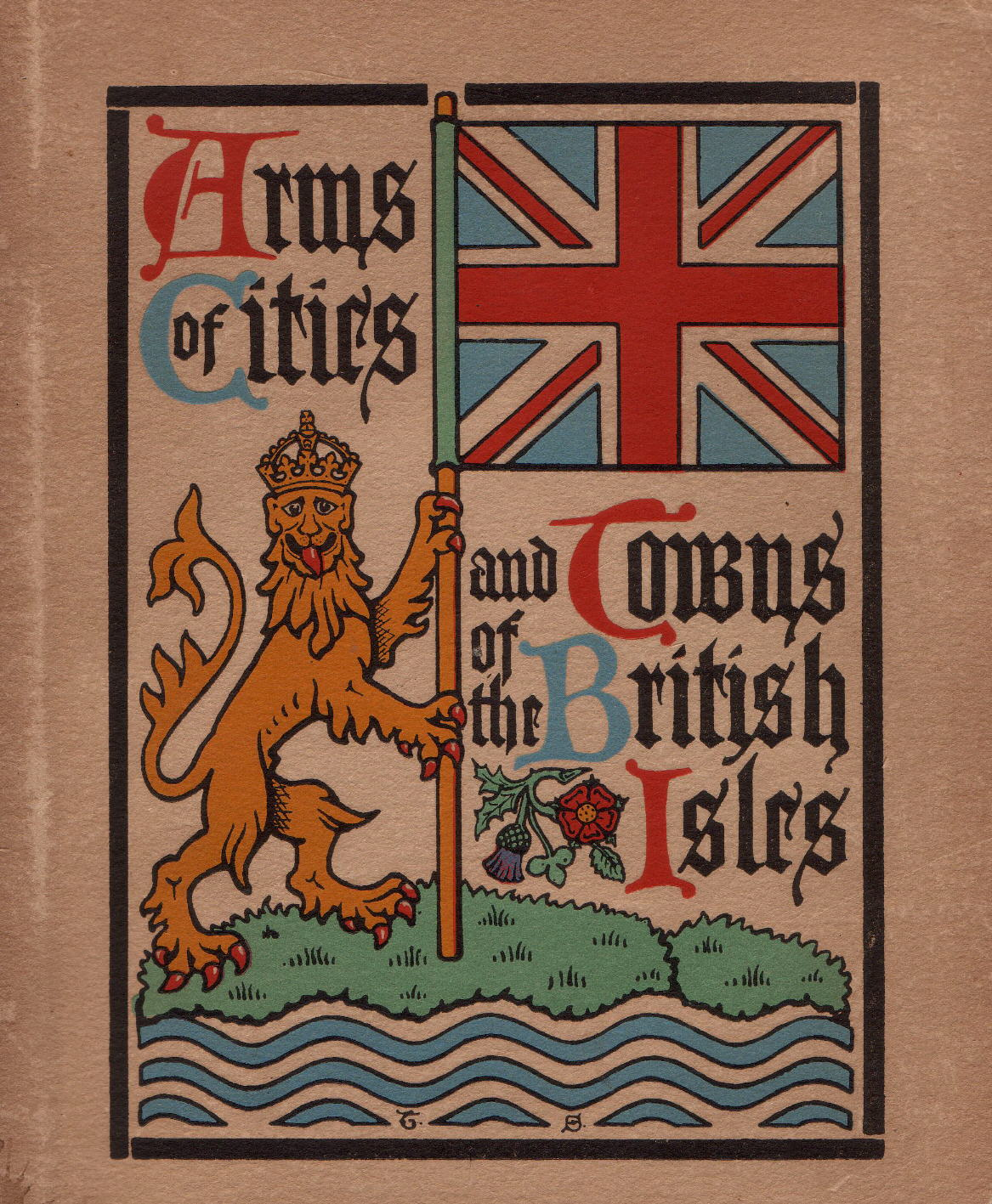
Titelpagina Engelse uitgave

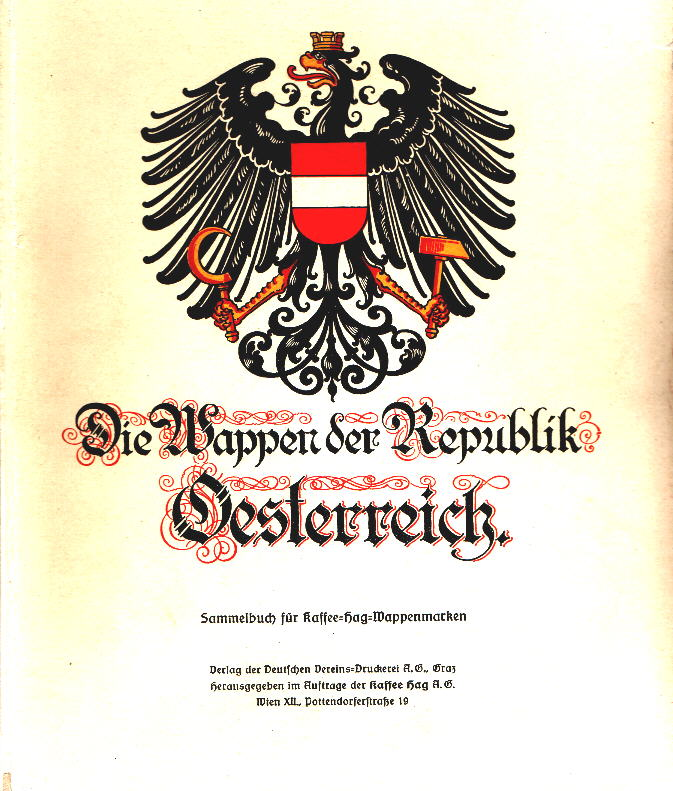
Titelpagina Oostenrijkse uitgave

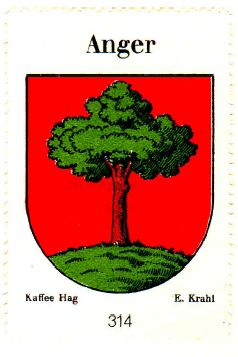
Plaatje Oostenrijkse uitgave

## België en Luxemburg
In tegenstelling tot Zwitserland en Tsjechoslowakije werden de albums van België en Luxemburg niet tweetalig uitgegeven, maar werd de serie in twee talen uitgegeven onder de titels 'Wapens van het Koninkrijk België en het Groothertogdom Luxemburg' en 'Armorial du Royaume de Belgique en du Grand Duché de Luxembourg'.
De plaatjes werden getekend door de studio van Van der Laars, die ook de plaatjes voor de Nederlandse albums maakte.
De plaatjes zijn gerangschikt per provincie, maar niet op alfabetische volgorde. De serie is in ieder geval 2x uitgegeven, omdat er van de meeste albumbladen 2 varianten bekend zijn. Ook zijn er vele plaatjes herzien of herdrukt. Verder zijn er verschillen in tekst tussen de Nederlandse en de Franse uitgave.
De albums bevatten ongeveer 750 verschillende plaatjes van de gemeenten in België en Luxemburg.

## Danzig
Het album van Danzig, 'Danziger Wappenwerk', werd in 1930 uitgegeven. Auteur was dr. Hubertus Schwarz, de plaatjes werden getekend H. Schwarz en waarschijnlijk ook door F. W. Burau. Het boek bevat 125 plaatjes, niet alleen van de stad en omliggende dorpen, maar ook van personen en kerkgemeenschappen. Ook bevat het album plaatjes met zegels en vlaggen.

## Duitsland
De Duitse serie is de grootste serie. De oudste serie had als titel 'Die Deutsche Ortswappen', maar die titel stond nooit op de albums. De serie bestond uit de volgende 6 albums :
- Die Wappen des Königsreichs Preussen, Provinz Ostpreussen (3x herdrukt met wijzigingen)
- idem, Provinz Westpreussen (2x herdrukt met wijzigingen)
- idem, Provinz Brandenburg (1x herdrukt)
- Die Wappen des Königsreichs Bayern, Ober-und Niederbayern (1x herdrukt)
- Die Wappen des Königsreichs Preussen, Provinz Pommern
- idem, Provinz Posen

Album 7 met de wapens in Schlesien was gepland, maar is nooit uitgegeven. Er bestaan echter wel plaatjes van dit album.
De oude serie omvatte 703 plaatjes, met enkele varianten.
Auteur was de bekende heraldicus Prof. Otto Hupp.
Na de Eerste Wereldoorlog werd opnieuw begonnen, maar nu met een losbladige uitgave om later makkelijker wapens toe te kunnen voegen. De plaatsen waren wel alfabetisch gerangschikt.
Er werden in de 2e serie officieel 2811 plaatjes uitgegeven, maar met varianten zijn dat er ongeveer 2950.
De losse bladen konden in 10 kleine of 3 dikke albums worden bewaard. Buiten de albums zijn er ook twee inhoudsopgaven verschenen na het 10e kleine album. Auteur was opnieuw Otto Hupp.
Op de achterkant van de plaatjes stond een beschrijving van het wapen gedrukt.
Een deel van de plaatjes uit de 1e serie werden, door de veranderde politieke situatie, opgenomen in de albums van Polen en Danzig, terwijl ook een aantal plaatjes kwam te vervallen.

## Denemarken
Het Deense album, 'Danske Byvaabener' is aan het begin van de jaren dertig uitgegeven. De exacte datum is niet bekend. Auteur is waarschijnlijk Poul Bredo Grandjean. Het album bevatte 86 gemeentewapens.

## Frankrijk
De Franse uitgave, 'La France Héraldique' was een uitgave van Café Sanka, de Franse naam voor Kaffee Hag. Gepland was een enorme serie van 42 albums. Door de oorlog en/of financiële redenen zijn er echter maar 6 verschenen. Het eerste deel is oorspronkelijk als een losbladig album uitgegeven, later ook gebonden. De andere 5 albums zijn alleen gebonden uitgegeven. In totaal zijn er 1500 plaatjes uitgegeven, getekend door verschillende tekenaars.

## Groot-Brittannië
Het album 'Arms of cities and towns of the British Isles' omvatte de wapens in Engeland, Wales, Schotland, Noord-Ierland en Ierland. De uitgavedatum is niet bekend (begin jaren dertig) evenmin als de auteur. Genoemd wordt Major Thomas Shepard. Het album bevat 236 plaatjes.

## Joegoslavië
Het album, ‘Grbovi Jugoslavija' werd begin jaren dertig uitgegeven en gedrukt bij Lit. Tipografija D.D. in Zagreb. Auteurs waren Emilij Laszowski en Rudolf Horvat. In totaal bevat het album 256 plaatjes van gemeenten en enkele historische regio's.

## Nederland
De Nederlandse albums werden uitgegeven door Koffie Hag in Amsterdam, eerst onder de naam 'Nederlandsche Gemeentewapens', later onder de naam 'Nederlandsche Heraldiek'. Er werd begonnen rond 1925 met de gemeentewapens. De familiewapens in deel 2 werden uitgegeven tot 1933. De serie werd uitgegeven als losse bladen, met 9 plaatjes per blad. Het geheel kon worden opgeborgen in een speciale opbergdoos, goedkope kartonnen banden of harde luxebanden. Daarvan zijn twee varianten, 3 dunnere banden of 2 dikke banden.
De tekst en de tekeningen werden verzorgd door Studio Van der Laars in Hilversum (van vader Titus van der Laars (1861-1939) en zoon Sytze Gerke van der Laars (1890/1891-1938)). In eerste instantie werd begonnen met alleen de gemeentewapens. Later werd dit uitgebreid met alle in het Register van de Hoge Raad van Adel opgenomen wapens, alsmede zo'n 450 familiewapens van beroemde personen of geslachten uit de 17e eeuw. Het geheel bevat dus de Nederlandse gemeente-, provincie-, waterschaps- en heerlijkheidswapens, maar ook de geslachtswapens en de wapens van Nederlandsch-Indië.
In totaal zijn er, met varianten, ongeveer 1800 plaatjes uitgegeven.

## Noorwegen
Het Noorse album, 'Norske By- og Adelsvåben' werd begin jaren dertig uitgegeven. Auteur was Hallvard Trætteberg, een bekend Noors heraldicus. In totaal bevat het album 85 plaatjes van Noorse gemeenten en historische geslachten.

## Oostenrijk
Het Oostenrijkse album, 'Die Wappen der Republik Oesterreich' werd begin jaren 30 uitgegeven en gedrukt bij de Verlag der Deutschen Vereins-Druckerei A.G in Graz. Auteur was F. Hasslinger, de plaatjes werden getekend door K. Krahl (80%), P. Boesch en F. Hasslinger.
In totaal bevat het album 450 plaatjes van Oostenrijkse gemeenten.

## Polen
Het Poolse album, 'Herbarz Polski' werd begin jaren dertig uitgegeven. Auteur was dr. Marian Gumowski.
In totaal bevat het album 284 plaatjes van Poolse gemeenten en vooral ook veel historische gebieden en regio's. Een tweede deel met familiewapens is niet verschenen. Een deel van de plaatjes was al eerder gepubliceerd in de oude Duitse albums.

## Tsjechoslowakije
Het album was tweetalig in het Duits en Tsjechisch; 'Staats-, Landes- u. Städtewappen der Tschechoslovakischen Republik' of 'Státní, Zemské a Městské Znaky Československé Republiky' werd begin jaren dertig uitgegeven. Auteur was Dr. Vilém (Wilhelm) Klein, de tekeningen waren van de hand van Ant. Morávek.
In totaal bevat het album 181 plaatjes van gemeenten in de verschillende gebieden van het land, inclusief het deel wat later bij Oekraïne is gekomen. Een tweede deel met familiewapens is niet verschenen. Er zijn zowel een simpele als luxe-uitgave verschenen (hardcover met extra grote bladen). De plaatjes zijn in ieder geval 1x herdrukt, aangezien er plaatjes bestaan met alleen de Tsjechische naam, of met de naam in beide talen.

## Zweden
Het Zweedse album, 'Sveriges Rigsvapen, Landskaps- och Stadsvapen' werd eveneens begin jaren dertig uitgegeven en gedrukt bij Karl Lindholm in Stockholm. Auteur was Friherre Harald Gustav Fleetwood.
In totaal bevat het album 140 plaatjes van gemeenten en provincies.

## Zwitserland
De Zwitserse uitgave bestaat uit twee series; een oude serie van voor de Eerste Wereldoorlog bestaande uit 4 albums. Deze albums bevatten de kantonwapens en de wapens van de belangrijkste gemeenten gerangschikt per kanton. De albums zijn eerst alleen in het Duits later tweetalig, Duits-Frans.
Na de oorlog werd begonnen met een tweede serie, eveneens tweetalig 'Die Wapen der Schweiz' of 'L'armorial de la Suisse'. Deze serie begon met een heruitgave van deel 4, opnieuw als deel 4. De nieuwe albums bevatten gemeentewapens en kantonwapens door elkaar en per album alfabetisch gerangschikt. De serie werd voortgezet tot 1958 en omvatte uiteindelijk 19 albums. De serie begon met album 4 en ging door tot album 19. Later werd een gecombineerd album 4/5 uitgegeven en kwamen er een album 1 en 2 bij. Deze twee bevatten klooster- en andere religieuze wapens.
De albums werden regelmatig herdrukt en herzien. In totaal zijn er meer dan 60 verschillende albums en meer dan 3000 plaatjes uitgegeven.

## Inhoudsopgave Nederland
De inhoudsopgave is op volgorde zoals in de albums, niet alfabetisch.

### Groningen
Appingedam, Baflo, Bellingwolde, Finsterwolde, Grootegast, Groningen, Hoogezand, Leens, Leek, Delfzijl, Midwolda, Nieuwe Pekela, Veendam, Zuidhorn, Oude Pekela, Sappemeer, Scheemda, Slochteren, Uithuizen, Wildervank, Winschoten, Loppersum, Wedde, Ulrum, Oldehove, Aduard, Bierum, Usquert, Bedum, Beerta, Adorp, Grijpskerk, Haren, Hoogkerk, Ten Boer, Uithuizermeeden, Eenrum, Kantens, Kloosterburen, Middelstum, Noorddijk, Stedum, Warffum, Winsum

### Friesland
Achtkarspelen, Bolsward, Dantumadeel, Dokkum, Franeker, Harlingen, Kollumerland, Leeuwarden, Leeuwarderadeel, Menaldumadeel, Ooststellingwerf, Schoterland, Smallingerland, Sneek, Stavoren, Tietjerksteradeel, Weststellingwerf, Baarderadeel, Barradeel, Het Bildt, Doniawerstal, Aengwirden, Ferwerderadeel, Franekeradeel, Gaasterland, Haskerland, Hemelumer Oldephaert, Hennaarderadeel, Idaarderadeel, Workum, Oostdongeradeel, Opsterland, Utingeradeel, Westdongeradeel, Wonseradeel, Wymbritseradeel, Ameland, Hindeloopen, Rauwerderhem, Schiermonnikoog, Sloten, IJlst, Lemsterland

### Drenthe
Assen, Coevorden, Emmen, Hoogeveen, Meppel, Rolde, Smilde, Zuidlaren, Gieten, Dwingeloo, Peize

### Overijssel
Almelo, Avereest, Borne, Delden (Stad), Deventer, Diepenveen, Enschede, Genemuiden, Goor, Gramsbergen, Haaksbergen, Hellendoorn, Hengelo, Kampen, Losser, Lonneker, Oldenzaal, Olst, Ommen, Steenwijk, Rijssen, Tubbergen, Ambt Vollenhove, Hasselt, Wierden, Zwolle, Staphorst, Vriezenveen, Stad Vollenhove, Dalfsen, Denekamp, Den Ham, Ambt Hardenberg, Holten, Markelo, Nieuwleusen, Steenwijkerwold, Wijhe, Zwartsluis, Zwollerkerspel, Giethoorn, Stad Hardenberg, Grafhorst, Ootmarsum, Diepenheim, Bathmen, Blankenham, Blokzijl, Heino, IJsselmuiden, Kuinre, Oldemarkt, Wanneperveen, Wilsum, Zalk en Veecaten, Ambt Delden, Raalte, Weerselo

### Gelderland
Apeldoorn, Arnhem, Brummen, Culemborg, Didam, Doesburg, Doetinchem, Ede, Hengelo, Eibergen, Epe, Ermelo, Geldermalsen, Gorsel, Harderwijk, Lochem, Nijkerk, Nijmegen, Tiel, Rheden, Winterswijk, Zutphen, Vorden, Hattem, Dodewaard, Wageningen, Buren, Aalten, Barneveld, Borculo, Doornspijk, Driel, Druten, Duiven, Elst, Groenlo, Millingen, Heerde, Herwen en Aerdt, Huissen, Laren, Lichtenvoorde, Lienden, Maurik, Oldebroek, Putten, Renkum-I, Renkum-II, Ruurlo, Steenderen, Ubbergen, Voorst, Zaltbommel, Rossum, Ammerzoden, Angerlo, Appeltern, Batenburg, Beesd, Bergharen, Beuningen, Beusichem, Brakel, Buurmalsen, Deil, Dinxperlo, Dreumel, Echteld, Elburg, Est en Opijnen, Gameren, Gendringen, Gendt, Hedel, Heerewaarden, Hemmen, Herwijnen, Heumen, Horssen, Hummelo en Keppel, Hurwenen, Kerkwijk, Nederhemert, Ophemert, Pannerden, Poederoijen, Rosendaal, Scherpenzeel, Varik, Waardenburg, Wadenoijen, Wehl, Westervoort, Zoelen, Zuilichem, Bergh, Groesbeek, Warnsveld, Wijchen, Wisch, Zelhem, Zevenaar, Vuren

### Utrecht
Loenen, Maarssen, Amersfoort, Rhenen, de Bilt, Breukelen-Nijenrode, Doorn, Driebergen, Zeist, Kamerik, Rijsenburg, Soest, Utrecht, Veenendaal, Breukelen-Sint Pieters, Abcoude-Baambrugge, Amerongen, Baarn-I, Abcoude-Proosdij, Bunschoten, Jutphaas, Loosdrecht, Mijdrecht, Vreeswijk, Woudenberg, Eemnes, Houten, Montfoort, Harmelen, Willeskop, IJsselstein, Maartensdijk, Vinkeveen, Waverveen, Wijk bij Duurstede, Linschoten, Achttienhoven, Benschop, Bunnik, Haarzuilens, Hoenkoop, Jaarsveld, Kockengen, Leersum, Lopik, Maarsseveen, Odijk, Oudenrijn, Polsbroek, Renswoude, Schalkwijk, Snelrewaard, Stoutenburg, Tienhoven, Vleuten, Zuylen, Vreeland, Werckhoven, Westbroek, Willige Langerak, Wilnis, Zegveld

### Noord-Holland
Amsterdam, Haarlem, Bussum, Helder (Den), Castricum, Bennebroek, Beverwijk, Edam, Bloemendaal, Alkmaar, Blaricum, Egmond aan Zee, Enkhuizen, Hilversum, Hoorn, Huizen, Laren, Medemblik, Monnickendam, Aalsmeer, Heemstede, Muiden, Naarden, Purmerend, Schagen, Schoten, Terschelling, Texel, Uitgeest, Velsen, Weesp, Wijk aan Zee en Duin, Zaandam, Wormerveer, Zandvoort, Haarlemmermeer, Andijk, Anna Paulowna, Assendelft, Beemster, Grootebroek, Haarlemmerliede, Harenkarspel, Heemskerk, Heerhugowaard, Heiloo, Koog aan de Zaan, Krommenie, Nieuwer-Amstel, Oostzaan, Ouder-Amstel, Uithoorn, Urk, Weesperkarspel, Wieringen, Wormer, Zijpe, Berkhout, Blokker, Bovenkarspel, Broek op Langedijk, Bergen, Zaandijk, Abbekerk, Akersloot, Ankeveen, Avenhorn, Barsingerhorn, Beets, Broek in Waterland, Diemen, Egmond-Binnen, Graft, Warmenhuizen, Hensbroek, Hoogkarspel, Hoogwoud, Ilpendam, Jisp, Callantsoog, Katwoude, Koedijk, Kortenhoef, Kwadijk, Landsmeer, Limmen, Sint Maarten, Marken, Middelie, Midwoud, Nederhorst den Berg, Nibbixwoud, Nieuwe Niedorp, Noord Scharwoude, Obdam, Oosthuizen, Opmeer, Opperdoes, Oterleek, 's-Graveland, Ouddorp, Oudendijk, Oude Niedorp, Oudkarspel, Sint Pancras, Petten, De Rijp, Schellinkhout, Schermerhoorn, Schoorl, Sijbekarspel, Spaarndam, Spanbroek, Twisk, Ursum, Venhuizen, Vlieland, Warder, Wervershoof, Westwoud, Westzaan, Wieringerwaard, Wijdenes, Wijdewormer, Winkel, Wognum, Zuid en Noord Schermer, Zuid Scharwoude, Zwaag

### Zuid-Holland
Alblasserdam, Hardinxveld, Bodegraven, Hillegom, Brielle, Leerdam, Dirksland, Dordrecht, Gorinchem, Gouda, 's Gravenhage, Katwijk, Leiden, Lekkerkerk, Lisse, Maassluis, Noordwijk, Overschie, Pynacker, Alphen aan den Rijn, Boskoop, Delft, Monster, Ridderkerk, Rijswijk, Rotterdam, Sassenheim, Schiedam, Schoonhoven, Vlaardingen, Voorburg, Voorschoten, Wassenaar, Woerden, Zevenhuizen, Oegstgeest, Ter Aar, Alkemade, Barendrecht, Bergambacht, Berkel en Rodenrijs, Dubbeldam, Hazerswoude, Hendrik-Ido-Ambacht, IJsselmonde, Capelle aan den IJssel, Krimpen aan den IJssel, Maasland, Naaldwijk, Nieuwerkerk aan den IJssel, Nieuw-Lekkerland, Noordwijkerhout, Numansdorp, Zoeterwoude, Oud-Beyerland, Ouddorp, Hillegersberg, Ouderkerk aan den IJssel, Papendrecht, 's Gravendeel, Sommelsdijk, 's Gravenzande, Middelharnis-I, Vianen, Pernis, Reeuwijk, Rijnsburg, Sliedrecht, Stompwijk, Strijen, Waddinxveen, Veur, Abbenbroek, Ameide, Ammerstol, Arkel, Asperen, Benthuizen, Bergschenhoek, Bleiswijk, Bleskensgraaf, Bommel Den, Brandwijk, Everdingen, Geervliet, Giessen-Nieuwkerk, Goedereede, Gouderak, Goudriaan, Goudswaard, Groot-Ammers, Haastrecht, Hagestein, Heenvliet, Heerjansdam, Hei- en Boeicop, Heinenoord, Hekendorp, Hellevoetsluis, Herkingen, Heukelom, Hoogblokland, Hoogvliet, Hoornaar, Kedichem, Kethel en Spaland, Klaaswaal, Krimpen aan de Lek, Koudekerk aan den Rijn, Langerak, Lange Ruige Weide, Leerbroek, Leiderdorp, Leimuiden, Lexmond, Lier De, Meerkerk, Melissant, Mijnsheerenland, Moerkapelle, Molenaarsgraaf, Moordrecht, Nieuw-Beijerland, Nieuwenhoorn, Nieuwe-Tonge, Nieuw-Helvoet, Nieuwkoop, Nieuwland, Nieuwpoort, Nieuwveen, Noordeloos, Ooltgensplaat, Oostvoorne, Oud-Alblas, Oudenhoorn, Oude-Tonge, Oudewater, Papekop, Piershil, Poortugaal, Puttershoek, Rijnzaterwoude, Rockanje, Rhoon, Rozenburg, Schelluinen, Schiebroek, Schipluiden, Schoonrewoerd, Stad aan 't Haringvliet, Stellendam, Stolwijk, Streefkerk, Tienhoven, Valkenburg, Vierpolders, Vlaardingerambacht, Vlist, Voorhout, Waarder, Warmond, Wateringen, Westmaas, Wijngaarden, Woubrugge, Zegwaart, Zevenhoven, Zoetermeer, Zuid-Beijerland, Zuidland, Zwammerdam, Zwartewaal, Zwijndrecht, Maasdam

### Zeeland
Arnemuiden, Axel, Breskens, Colijnsplaat, Ellewoutsdijk, Goes, Hulst, Koudekerke, Kruiningen, Clinge, Sint Jansteen, Middelburg, Sas van Gent, Terneuzen, IJzendijke, Vlissingen, Zierikzee, Kortgene, 's-Heer Arendskerke, Tholen, Hontenisse, Stavenisse, Sluis, Wissenkerke, Zaamslag, Aardenburg, Sint-Annaland, Biervliet, Borssele, Brouwershaven, Bruinisse, Domburg, Sint Philipsland, Oostkapelle, Groede, Haamstede, Aagtekerke, Baarland, Biggekerke, Boschkapelle, Burgh, Dreischor, Driewegen, Duivendijke, Elkerzee, Ellemeet, Philippine, 's-Gravenpolder, Grijpskerke, Retranchement, 's-Heerenhoek, Hengstdijk, Hoedekenskerke, Hoek, Hoofdplaat, Cadzand, Kapelle, Kats, Kattendijke, Kerkwerve, Kloetinge, Koewacht, Krabbendijke, Sint Kruis, Sint Laurens, Sint-Maartensdijk, Meliskerke, Nieuw- en Sint Joosland, Nieuwerkerk, Nieuwvliet, Nisse, Noordgouwe, 's-Heer Abtskerke, Noordwelle, Oostburg, Oost- en West-Souburg, Oosterland, Ossenisse, Oudelande, Oud-Vossemeer, Ouwerkerk, Overslag, Ovezande, Poortvliet, Renesse, Rilland-Bath, Ritthem, Scherpenisse, Schoondijke, Schore, Serooskerke (Sch), Serooskerke (W), Stoppeldijk, Veere, Vrouwenpolder, Waarde, Waterlandkerkje, Wemeldinge, Westdorpe, Westkapelle, Wolphaartsdijk, Zonnemaire, Zoutelande, Zuiddorpe, Zuidzande, Grauw en Langendam, Yerseke, Heinkenszand
Zie voor de bijbehorende afbeeldingen: Koffie Hag-album Zeeland

### Noord-Brabant
Boxmeer, Boxtel, Deurne, Dongen, Eindhoven, Geldrop, Ginneken en Bavel, Goirle, Grave, Bergen op Zoom, Breda, 's Gravemoer, Helmond, 's-Hertogenbosch, Klundert, Oirschot, Oosterhout, Oss, Oudenbosch, Princenhage, Raamsdonk, Roosendaal en Nispen, Tilburg, Valkenswaard, Zevenbergen, Waalwijk, Steenbergen, Bergeijk, Almkerk, Asten, Budel, Dinteloord, Dussen, Etten en Leur, Fijnaart en Heijningen, Gemert, Leende, Halsteren, Hoeven, Hooge en Lage Zwaluwe, Loon-op-Zand, Made en Drimmelen, Sint Michiels Gestel, Mierlo, Sint-Oedenrode, Oisterwijk, Oud en Nieuw Gastel, Rijsbergen, Rucphen, Udenhout, Lierop, Terheyden, Teteringen, Uden, Veghel, Veldhoven, Vlijmen, Vught, Werkendam, Woensdrecht, Wouw, Someren, Zundert, Aarle-Rixtel, Alem, Alfen en Riel, Andel, Baarle-Nassau, Beek en Donk, Beers, Berghem, Bakel en Milheeze, Berkel-Enschot, Berlikum, Beugen en Rijkevoort, Bladel en Netersel, Boekel, Borkel en Schaft, Chaam, Diessen, Dinther, Dommelen, Drunen, Den Dungen, Eersel, Eethen, Empel en Meerwijk, Engelen, Erp, Esch, Escharen, Gassel, Geertruidenberg, Geffen, Giessen, Haps, Haaren, Willemstad, Gilze en Rijen, Hedikhuizen, Heesch, Heeswijk en Dinther, Heeze, Helvoirt, De Herpen, Herpt en Bern, Heusden, Hilvarenbeek, Hooge en Lage Mierde, Hoogeloon, Huybergen, Cromvoirt, Cuijk en Sint Agatha, Liempde, Lieshout, Linden, Lith, Luijksgestel, Maarheeze, Maashees en Overloon, Megen, Mill en Sint Hubert, Moergestel, Nieuwkuijk, Nieuw Vosmeer, Nistelrode, Nuland, Nuenen, Oeffelt, Oijen en Teeffelen, Oostelbeers, Oploo, Ossendrecht, Oud-Heusden, Putte, Ravenstein, Reek, Reusel, Riethoven, Rijswijk, Rosmalen, Sambeek, Schayk, Schijndel, Soerendonk, Standdaarbuiten, Stiphout, Veen, Velp, Vessem, Vierlingsbeek, Waalre, Wanroy, Waspik, De Werken, Westerhoven, Wijk en Aalburg, Woudrichem, Zeeland, Son en Breugel, Sprang, Capelle, Best

### Limburg
Bergen (Well.), Brunssum, Echt, Geleen, Heerlen, Helden, Horst, Kerkrade, Maasbree, Hoensbroek, Maastricht, Meerssen, Nederweert, Nuth, Roermond, Schaesberg, Schinnen, Simpelveld, Sittard, Tegelen, Vaals, Valkenburg, Venlo, Venray, Weert, Wittem, Gennep, Arcen en Velden, Beek, Beesel, Eijsden, Heer, Berg en Terblijt, Nieuwenhagen, Susteren, Houthem, Voerendaal, Swalmen, Bocholtz, Wanssum, Elsloo, Born, Gulpen, Heythuysen, Horn, Ambij, Amstenrade, Beegden, Bingelrade, Borgharen, Broekhuizen, Grathem, Grevenbicht, Gronsveld, Haelen, Heel en Panheel, Herten, Itteren, Jabeek, Cadier en Keer, Linne, Maasbracht, Merkelbeek, Mook en Middelaar, Munstergeleen, Neer, Neeritter, Obbicht en Papenhoven, Ohé en Laak, Oirsbeek, Oud-Valkenburg, Roggel, Buggenum, Roosteren, Schimmert, Spaubeek, Stramproy, Stein, Stevensweert, Thorn, Ulestraten, Urmond, Vlodrop, Wessem, Wijlre, Wijnandsrade, Kessel, Meerlo, Meijel, Montfort, Ottersum, Schinveld, Sevenum, Belfeld

### Errata en Aanvullingen
Maasland, Wijk bij Duurstede, Nigtevecht, Herwen en Aerdt, Oldehove, Ezinge, Ellemeet, Halsteren, Oud en Nieuw Gastel, Ossendrecht

### Voormalige gemeenten
Aalst, Aarlanderveen, Abtsregt, Adriaan Pieter, Albrandswaard, Almelo (Ambt), Sint Anna ter Muiden, Baardwijk, Beltrum, Berkenrode, Besoyen, Biert c.a., Bokhoven, Bommenede, Broek Thuil c.a., Charlois, Cillaarshoek, Darthuizen, Delfshaven, Dieden, Drongelen, Duizel, Emmikhoven, Fort-Bath, Gapinge, Gestel, De Groote Lindt, Grosthuizen, 's-Heer Hendrikskinderen, Heer Oudelands Ambacht, Heille, Hodenpijl, Hof van Delft, Kalslagen, Katendrecht, Kijfhoek, De Kleine Lindt, Kralingen, Loosduinen, Sint Maartensregt, Meeuwen, De Mijl, Nieuwendam, Oerle, Ommen (Ambt), Onwaard, Oudshoorn, Oud-Vroenhoven, Sint Pieter, Ransdorp, Rijsoort, Rilland, Roxenisse, Schardam, Scharwoude, Schellingwoude, Simonshaven, Sloten, Sluipwijk, Stormpolder, Stratum, Strevelshoek, Strijp, Tongelre, Veenhuizen, Vliet, Vlierden, Vrijenban, Vrijhoeve-Capel, Wieldrecht, Woensel, Zes-Gehuchten, Zouteveen, Zuidbroek, Zuid Polsbroek

### Oost-Indië I
Batavia, Buitenzorg, Bandoeng, Cheribon, Tegal, Pekalongan, Semarang, Soerabaja, Malang, Blitar, Banjoewangi, Medan, Padang, Palembang, De Lampongs, Makassar, Suriname

### Oost-Indië II
Bandoeng, Batavia, Blitar, Buitenzorg, Madioen, Magelang, Menado, Minahasa, Modjokerto, Salatiga, Soekaboemi, West-Java, Amboina, Cheribon, Makassar, Pasoeroean, Tegal, Tjiandjoer

### Heerlijkheden etc.
Aagtekerke, Aalst, Albrantswaard, Amelisweerd, Amerongen, Sint Anthonis, St. Anthonius, Baak, Baarsdorp, Barlham, Bergen in Kennemerland, Berkenrode, Biesland, Blikkenburg, Blitterswijk, Blokland, Bloys, Botland, Brigdamme, Brijdorpe, Burgst, Buttinge, Cadier, Campen, Cleverskerke, Cromstrijen, Demrick, Den Tol, De Vuursche, Ten Donk, Doorwerth, Drakestein, Duivenvoorde, Eversdijk, Geersdijke, Geesteren, 's Gravenambacht, 's Grevelduin-Capelle, Groet, Haamstede, Haeften, Hakfort, 's Heeren Jansland, Hellouw, Hinderstein, Holij, Hoogelande, Hoog- en Woud-Harnasch, Hoogkerk c.a., IJzendoorn, Indijk, Jutphaas Nedereind, Jutphaas Overeind, Kampferbeke, Kattendijke, Kell, Kenenburg, Keppel, Kerkwijk, Kersbergen, Kessel, Klaaskinderkerke, Langerak (Zuid-Holland), Leede en Oudewaard, Lek en Stormpolder, Leusden, Lichtenberg, Limmen, Looperskapelle, Maire, Maren, Meijnerswijk, Middachten, Mijnden, Nederhorst den Berg, Nederveen-Cappel, Nederwetten, Nerijnen, Netterden, Niemandsvriend, Nieuw Amelisweerd, Nieuwerkerk, Niftrik, Nijbroek, Oostbeveland, Oosterwijk, Oost-Souburg, Ophoven, Oterleek, Oudaan, Oud-Amelisweerd, Petten en Nolmerban, Sint-Philipsland, Pijlsweerd, Poppekerke, Rengerskerke, Renswoude, Reijerscop c.a., Rijsenburg, Ritthem, Rodenburgh, Rosendaal, Ruwiel, Scherpenzeel, Slochteren, Soetelingskerke, Spieringshoek, Sterkenburg, Stevensweerd c.a., Ter Aa, Terborg, Tiellandt, Twello, Valkenisse, Verwolde, Vliet, Voshol, Vredewold, Vrijenban, Vrijenhoeven, Vrijenhof, Vuilkoop, Waarden, Waardenburg, Westenschouwen, Westervoort, Westkerke, West-Souburg, Wieldrecht, Wildenborch, Williskop, Wissekerke, 't Woud, Zaamslag c.a., Zaanen, Zalk en Veecaten, Zeddam, Zuijlenstein, Zwake

### Waterschappen
Aduarder Zijlvest, Alblasserwaard, Oud Land van Altena, Amstelland, Anna Paulowna, Lande van Arkel, Asperen, Beemster, Bijlmermeer, Buikslotermeer c.a., Bunschoter Dijken, Land van Buuren, Delftland, Dorpsterzijl, Dregterland, Rivier d'Eem, Eendrachtspolder, Stad en Lande van Gooiland, Haarlemmermeerpolder, Hoogen Boezem achter Haastrecht, Stad en Lande van Heusden, Hunsingo, Koekendijk, Krimpenerwaard, Lek, Nederwaard, Niedorper Kogge, Nijmegen, Noordeindermeer, Noord-Hollandsch Noorderkwartier, Ooij, Overwaard, Purmer, Burg van Putten, Rhenensche Neude c.a., Rijnland, Schager Kogge, Schieland, Slaperdijk, Sommelsdijk, Termunter Zijlvest, Veenraden van Veenendaal, Land van Vianen, Vier Noorder Koggen, Vijf Heeren Landen, Vollenhove, Lande van Voorne, Polder Walcheren, Waterland, Westerkwartier, Wilhelmina Polder, Winsummer Zijlvest, Brede Watering Bewesten Yerseke, Zwijndrechtse Waard, Grootwaterschap van Woerden, Bildtpollen, Oud Bildt, Nieuw Bildt, Engwierumer Polder, Zeedijken van Ferwerderadeel, Grieën, Nes-Buren, Zeedijken van Kollumer- en Nieuwkruisland, Oosterpolder Zeedijk onder Holwerd, Westpolder Zeedijk onder Holwerd, Zeedijken van Oostdongeradeel, Zeedijken van Westdongeradeel, Sneeker Oudvaart, Ternaarderpolder, Vijfdeelen Zeedijken Binnendijks, Vijfdeelen Zeedijken Buitendijks, Zeven Grietenijen en stad Sloten

### Nieuwe en gewijzigde gemeentewapens
Laren (NH), Berkenwoude, Middelharnis, Nootdorp, Baarn, Haarzuilens, Houten, Bemmel, Gendringen, Heteren, Neede, Overasselt, Valburg, Kamperveen, Anloo, Eelde, Gasselte, Oosterhesselen, Roden, Schoonebeek, Sleen, Vries, Marum, Muntendam, Nieuwolda, Oldekerk, 't Zandt, Zuidbroek, Deurne, Baexem, Bergen (Limburg), Eygelshoven, Hulsberg, Klimmen, Maasniel, Nieuwstadt, Terschelling, Schoonhoven, Driebergen-Rijsenburg, Beilen, Dalen, Winschoten, Ossendrecht, Ubach over Worms

### Historische geslachten deel 1
Willem, prins van Oranje, Juliana, gravin van Stolberg, Anna van Egmond, gravin van Buren, Anna, hertogin van Saksen, Charlotte de Bourbon, Louise de Coligny, Jan, graaf van Nassau, Philips van Marnix, heer van Sint Aldegonde, Lamoraal, graaf van Egmond, Philips van Montmorency, graaf van Hoorn, Philips II, koning van Spanje, Margaretha, hertogin van Parma, Kardinaal de Granvelle, Wigle van Aytta van Zwichem (Viglius), Karel, graaf van Berlaymont, Joachim Hopperus (Hoppers), Louis del Rio, Josse (Joost) de Courteville, Simon Renard, Jan van Glimes, markgraaf van Bergen, Antoon van Lalaing, graaf van Hoogstraten, Karel van Brimeu, graaf van Megen, Hendrik, heer van Brederode, Floris van Pallandt, graaf van Culemborg, Willem IV, graaf van den Bergh, Anthonis van Stralen, heer van Merksem, Jan van Casembroot, heer van Backerzeele, Jan van Hinckaert, heer van Ohain, Jan van Ligne, graaf van Aremberg, Peter Ernst II, graaf van Mansfeld, Filips van Croÿ, hertog van Aarschot, Karel van Croÿ, markies van Havré, Filips van Sint-Aldegonde, heer van Noircarmes, Philips de Lannoy, heer van Beauvoir, Erik II, hertog van Brunswijk, Sir Thomas Gresham, Albert van Loo, heer van Hodenpijl, Diederik Sonoy (Snoey), Jacobus van Wesembeke, Unico Manninga, Karel en Lodewijk van Boisot, Albrecht van Huchtenbrouck, Adriaan van Swieten, heer van Kalslagen, Casper van der Heyden (Casparus Heydanus), Willem Bardes (Bardesius), Paulus Buys, Ferdinand Alvarez de Toledo, hertog van Alva, Willem van der Linden (Guilielmus Lindanus), Adriaan Nicolai (Hadrianus Marius), Jan de Blasere, Jacob Hessels, Casper de Robles, heer van Billy, Maximilian de Hennin, heer van Bossu, François van Boschhuizen, Christofore de Mondragon, Pieter Adriaansz. van der Werff, Baerte van Idsaerda, Adreon de Bergues, heer van Dolhain, Gislain de Fiennes, heer van Lumbers, Artus van Brederode, Willem van der Marck, baron van Lumey, Cornelis van Beveren, Adriaan van Blyenburg, heer van Schobbeland, Willem van Zuylen van Nyevelt, Bartold Entens de Mentheda, Willem Bloys van Treslong, Jacob Cabeliau, heer van Mulhem, Nicolaas Ruychaver, Jerôme Tseraerts, Willem van Bronckhorst en Batenburg, Doeke (Duco) Martena, Cornelis Dirkszoon, Wigbolt Ripperda, Sir Thomas Morgan, Jelis Pieck, heer van Enspieck, François, heer van La Noue, Johan van Alendorp, Jacob van den Eynde, Jacob Oem van Wyngaarden, Pieter Dirksz Hasselaer, Jasper van der Noot, heer van Carlo, Arend van Dorp, heer van Temse, Juan Luis de la Cerde, hertog van Media Celi, Luis de Requesens, Jeronimus van Tuyl van Serooskerke, Cornelius Musius (Muys), Elbertus Leoninus (le Lion), Johan van der Does, heer van Noordwijk, Dirk van Leiden (Van Leeuwen), Cornelis van Cuyck van Mierop, Frederik III, keurvorst van de Palts, Christoffel d'Assonleville, Maximiliaan Vylain, baron van Rassenghien, Arnold Sasbout, heer van Spalant, Cornelis Suys, heer van Rijswijk, Gunther, graaf van Schwartzburg, Johan Onuphrius thoe Schwartsenberg, Johan II van Duvenvoorde, François Maelson, Johan van der Linden, Willem van Hoorn, heer van Heeze, Jan van Croÿ, graaf van Roeulx, Olivier van de Tympel, heer van Korbeek, Hendrik de Bloeyere, Dirk van Liesveldt, Jan van Hembyze, Willem van de Kethulle – Heer van Assche, Filips, graaf van Lalaing, Philip, graaf van Eberstein, Juan van Oostenrijk, Francisco Verdugo, Francesco de Montesdoca, Sicke van Dekema, Gerard van Groesbeek, Martinus Baudewijns, Frans van Valois, hertog van Alençon, Floris Thin (Van Ewijck), Jan Jacobz van Leemput, Adriaan van der Mijle, Gaspar Schetz, baron van Wezemaal, Adolf van Meetkercke, Adam van Haren, Frederik van Yve, Johan Casimir van de Palts, Dirk de Bije, Gerrit van Poelgeest, heer van Homade, Willem Roels (Roelsius), Matthias, aartshertog van Oostenrijk, François van Halewijn, heer van Sweveghem, Alexander Farnese, hertog van Parma, Valentin de Pardieu, heer van La Motte, Philips de Recourt de Licques, Jean Sarrazin (Saracinus), Nicolaas Blancx (Blans), Petrus de Rijcke (Rijckius), Ausonius Galama, Eiso Jarges (Jarghes), Otto Heinrich, graaf van Swartzenberg, Bernard van Merode, heer van Sedernich, Agge (Aggaeus) Albarda, Filips, graaf van Hohenlohe-Langenburg, Poppe van Roorda, Wybe van Roorda van Goutum, Reinier Cant, Noël de Caron, heer van Schoonewalle, Willem Borluut, Caspar van Vosbergen (Vosbergius), Adolf, graaf van Nieuwenaar, Frederik Schenck van Tautenburg, Maarten Schenk van Nideggen, Johan van de Corput (Cornput), Johann Baptiste de Tassis (Taxis), Robert de Melun, prins van Espinoy, Balthasar Gerard, Wigbold van Eusum, heer van Nijenoord, John Norris (Norreys), Joost de Soete, heer van Villers, Armand de Gontaut, baron van Biron, Gebhart II, drost van Waldburg, Cornelis Pietersz Hooft, Paulus Merula (van Maarle of Merle), Renom de France, Pieter Christiaansz Bor, Pieter Cornelisz Boom, Martin Jansz Coster, Adriaan Reiniersz Kromhout, Hendrick Laurensz Spieghel, Cornelis van Nieustad, heer van Sevenhoven, Bruno van der Dussen, Gerard Prouninck, heer van Nieuw Herlaer, Johan Taets van Amerongen, Gerlach van der Capellen, Baerte van Idsaerda, Jacob Valcke, heer van Cats, Cornelis Aerssens, heer van Spijk, Jacobus van Bouricius, Julius of Jucke van Beijma, Hendrik van Nispen, Hessel Aysma, Haring van Glins, Gerard Amelisz van Hoogeveen, Dirk Jansz Loncq, Willem Cornelisz van Duyvenbode, Jacob de Grijze, heer van Watervliet, Tiete van Hettinga, Jan de Brauw, Jan Baptiste Houwaert, Reinier van der Duyn, Johan Schimmelpenninck van der Oye, Douwe van Sytzama, paus Pius V (Michele Ghislieri), paus Gregorius XIII (Hugues Buonocompagni), Johannes Hauchinus, Johannes van Bruheze, Sasbout Vosmeer, Godfried van Mierlo, Hendrik van Cuyck, Christiaan van Adrichem (Crucius), Jean Grusset (Richardot), Elizabeth, koningin van Engeland en Schotland, Robert Dudleyn, graaf van Leicester, Thomas Cecil, graaf van Exeter, Andries Hesselt van Dinther, Arent toe Boecop, Reint Alberda, Matthys Berck, Keympe Donia (Harinxma Donia), Jelger van Feytsma, Michiel van Miereveldt, Karel van Mander, Jan de Jonge, heer van Oosterland, Christoffel Plantijn, Johannes Moretus, Cornelis van Ghistele, Arnout van Eijndhouts, Otto van Egmond, heer van Keenenburg, Petrus Peck (Peckius), Casper Johannesz Coolhaas, Jan Jakobsz Utenhove, Thomas Tilius (Van Thield), Menso Alting, Johannes Miggrode, Frans van Holtmuelen, heer van Tegelen, Jacob van Cronenburg, Pieter van Foreest (Petrus Forestus), Jean François le Petit,

### Historische geslachten deel 2
Maurits, prins van Oranje, Willem Lodewijk, graaf van Nassau, Everardus van Reydt (Reidanus), Feye van Heemstra, Sebastiaan van Loosen, Lubbert Turck, Arent van Groenevelt, Simon Stevin, Paulus en Marcellis Bacx, Nicolaas Jansz de Huybert, Johan van Oldenbarnevelt, Gilles van Ledeberg, Rombout Hogerbeets, Huig de Groot (Hugo Grotius), Maria van Reigersberch, Nicolaas van Zuylen van Seventer, Johan Strick, Tjalling van Eysinga, Levinus Calvart, John North, William Stanley, graaf van Derby, Thomas Sackville (Lord Buckhurst), Francis Vere, Charles de Herauguières, Guillaume de Maulde, heer van Mansart, Willoughby de Eresby (lord), Robert Devereux, graaf van Essex, Robert Spencer van Wormleighton, Alonzo Perez van Medina Sidonia, Pieter van der Does, heer van Rijnsaterwoude, Charles Howard van Effingham, Francis Drake, Hendrik IV, koning van Frankrijk, Hendrik IV, koning van Navarre, Albrecht, aartshertog van Oostenrijk, Marc de Rye, graaf van Varax, Francisco de Mendoça, admirant van Aragon, paus Sixtus V (Félice Perretti), paus Urbanus VII (Giovanni Castagna), paus Gregorius XIV (Nicolaus Sfondrati), paus Innocentius IX (Giovanni Facchinetto), paus Clemens VIII (Ippolito Aldobrandini), paus Leo IX (Alessandro de Medici), paus Paulus V (Camillo Borghes), paus Gregorius XV (Alessandro Ludovisi), paus Urbanus VIII (Maffeo Barbarini), Ambrogio, markies van Spinola, Charles Bonaventure de Longueval, Philip Bentinck, heer van Obbicht, Pierre Jennin, François van Aerssen, heer van Sommelsdijk, Henri de Codt, Walraven van Wittenhorst, Ritsk van Rynia, Wernerus Hellemys (Helmichius), Justinus van Nassau, Jan Huyghen van Linschoten, Cornelis en Frederik de Houtman, Jacob van Heemskerck, Jacob le Maire, Jacob Cornelisz van Neck, Olivier van Noort, Reynier Pauw, Balthasar de Moucheron, Joos de Moor, Cornelis Matelief (de Jonge), Willem de Zoete, heer van Haultain, Pieter Both, Gerard Reynst, Laurens Reael, Cornelis Haga, Willem Jansz. Blaeu (Blauw), Laurens Jansz Pit, Willem Joosten Dedel, François Wittert, Jacob Willekens, Gerrit Pietersz Bicker, Simon Willems van der Does, Jan Jacobsz Bal (Huydecoper), Claes Jacobsz Coeckebacker, Jacob Poppen, Wybrand Warwijck, Pieter Cornelisz Hooft, Everard van Reyd (Reidanus), Roemer Visscher, Pieter Schrijver (Petrus Scriverius), Cornelis Gijsbertsz Plemp, Theodore Rodenburg, Gerardus Joannesz Vossius, Caspar van Baerle (Barlaeus), Daniël Heyns (Heynsius), Jacob Cats (Vader Cats), Simon van Beaumont, Joseph Justus Scaliger, Thomas van Erpe (Erpenius), Simon Bisschop (Episcopius), Johannes Polyander à Kerckhove, Rudolf Snel van Royen (Snellius), Cornelis Matthiasz van der Nieustadt, Cornelis van Ghistele, Marcus Zuerius Boxhorn, Ubbo Emmen (Emmius), Pieter van der Cun (Cunaeus), Jacob Hermans (Jacobus Arminius), François Gomaer (Gomarus), Johannes Wtenbogaert, Reynier Donteclock, Philippe du Plessis-Mornay, Jacobus van Toor (Taurinus), Adolph van der Waal, heer van Moersbergen, Jacobus Trigland, Gerrit Jacob Witsen, Eeuwoud Teelinck, Hendrick van de Putten (Erycius Puteanus), Adriaan van Mathenesse, Benjamin Aubery, heer van Maurier, Paulus Buys, Roelof van Echten – Heer van Echten, Lodewijk Elsevier, Johannes van Waesberge, Octavio van Veen (Otto Vaenius), Paulus Moreelse, Johannes van Ravesteyn, Hendrik Goltz (Goltzius), Willem Jacobsz Delff, Hendrik Cornelisz de Keyser, Harmen Gysbrecht van de Poll, Enno III, graaf van Oost-Friesland, Henri de la Tour d'Auvergne, Andries de Roy, Albrecht van Egmond van Merestein, Jacques de Malderé (Malleré), Albert Joachimi, heer van Oostende, Gideon, baron van de Boetzelaer, Dirk Bas Jacobsz, Dudley Carleton – Viscount Dorchester, Johan de Haan, Gilles de Glarges, heer van Ellemes, Dirk Canter, Hendrik van Helsdingen, Reynier van Asewyn – Heer van Brakel, Aernout Druyvesteyn, Johan Huyssen, Reynier van Persijn, heer van Couwenhoven, Philips Ram, Laurens Sylla (Sille), Hendrik Pots, Hugo Muys van Holy, Anthonis Duyck, Adriaan van Manmaker, Adriaan Ploos van Amstel, Jacob Schotte (Scotte), Anselmus Beerntsz, Scato Gockinga, Daniël de Hertaing, heer van Marquette, Henrick van Essen, Michael van Middelhoven, Cornelis van Assendelft, Rienck van Burmania, Ernst van Harinxma thoe Slooten, Symon van Veen, heer van Hoogeveen, Ewoud Storm van 's Gravesande, Pieter van der Meer, Ernst Casimir, graaf van Nassau-Dietz, Sophia, hertogin van Brunswijk, Pieter van Regemorter, Adriaen Pauw, heer van Heemstede (I), Adriaen Pauw, heer van Heemstede (II), Arnold van Randwijck, Willem Boreel, baron van Vreendijk, Jean Duplessis, hertog van Richelieu, Michel de Maurissens, Floris van den Bouckhorst, Nicolaas Mutsaerts, Johannes Stalpert van der Wiele, Hartmanus Hartman, Sebastiaan Egberts (Egberti), Pieter Jansz Hooft, Amelis van Amstel van Mijnden, Igram van Schelen, Frederik de Ruyter, Pieter van Opmeer, Cornelis van Pynacker, Jacob Stoop Dirksz, Cornelis van Beveren, heer van Strevelshoek, Volckert Overlander, heer van Purmerland, Barthold van Akerlaecken, Maart van Isendoorn à Blois, Ernst van Ittersum tot Nijenhuis, Adriaan Teding van Berkhout, Jacob Thierens, Maarten Jansz van Hoogenhouck, Johannes Bogaert, Pieter Woutersz Crabeth, Reinier Tromper, Paulus van Beresteyn, Michiel Pompe van Meerdervoort, Gijsbertus Ruysch, Gijsbert Hendriksz Dorrenboom, Floris van Teylingen, Jan Merens, Claes Jansz van Rodenburgh, Herman van de Steen, Frans Hendricksz Oetgens, Jacob Boelens Andriesz, Jan Claes Boelensz, Jacob Dircksz de Graef (I), Jacob Dircksz de Graef (II), Baltasar Simonsz Appelman, Cornelis Benningh Jansz Duyvesz, Jan Cornelisz Geelvinck, Ysbrand Albertsz Ben, Gilles Jansz Beth, Nicolaas van Harencarspel, Cornelis Eversdijk, Robbert de Vassy, Willem Teelinck, Jan van der Lisse, Cornelis Cornelisse Mulock, Adriaan Hoffer, heer van Bommeneede, Jan Anthonisse de Jonge, Lieven van Vrijberghe, Nicolaas Cau, Hendrik Wilbrenninck, Zweder van Appeldoord tot de Poll, Ernst van Lawick, Johan, heer van Scherpenzeel, Diederik van Quadt-Isny, heer van Swanenburg, Arent de Raet, Peter Zels, Evert Everwijn, Diederick van Eck, Karel van Gelre, Johan van Goltstein, Willem Huyghens van Schoonderlogt, Cornelis van Sallandt, Arndt Tullicken, Jan van Ommeren, Herbert van Oyen, heer van Figenhof, Pieter Moorrees, Gerrit van Hoeckelum, Brand van Middachten, Gijsbert Ripperbant, Johan van Renesse – Heer van Wilp, Dirk van Ruitenborch tot Presickhaven, Dirk Schade van Westrum, Wilhelm van Mariënburg, Gerrit van Suchtelen, Wijnand Alstorff, Arent Gerritsz Greven, Jan Sloet, heer van Buckhorst, Johan Witte tot Wittenstein, Edzard Rengers, heer van Tuinga, Wijt Syckema (Siccema), Wytze van Cammingha van Jelmera, Jovius van Harinxma thoe Heeg, Hobbe van Aylva, Allert van Rietwijck, Reinier van Meer, Christoffel van Ledebur, François van der Burgh, Jan van Romunde, Jan Arrazola de Onate, Pieter Coenen, Derk van Dorth, Reinier van Raesfelt, heer van Luttikenhof, Thomas van Heurn (Heurnius), Barthout van Aeckerlaecken, Cornelis van Dongen

## Bron
- De verschillende albums
- Heraldry of the world-wiki